# ロベルト・マンガベイラ・アンガー
ロベルト・マンガベイラ・アンガー（1947年3月24日 - ）は、哲学者、社会理論家、政治活動家である。彼の著作は、哲学・社会理論・法理論・政治理論・経済理論など人文社会科学のあらゆる領域を覆う。それらは、人間こそが社会の創造主であるというモダニズムの徹底化の先にある、人類・個人のより善き生の姿を明らかにしようとするものである。「偽の必然性（false necessity）」を中心概念とする社会（変革）理論と「エンパワード・デモクラシー(empowered democracy）」の名で呼ばれる社会像（social vision）は、「大きな物語の終焉」が語られる昨今においてはほとんど唯一のものといってよい、人間と社会に関する包括的な理論提示の試みである。それらは、社会変革理論としてはマルクス主義に対して、社会ヴィジョンとしては今日のネオリベラリズムに対して、それぞれ包括的な対案を示そうとするものである。日本では批判法学（Critical Legal Studies (CLS)）の太祖として紹介されてきたが、法理論（批判法学）はこのように彼の関心の一断片を構成するにすぎない。人間社会の事象すべてを考察および実践の対象とするアンガーには、哲学者・政治活動家の称号こそふさわしい。
アンガーの思想の根幹には、人間の生を基礎付ける必然的な社会的・政治的・経済的諸制度といったものは存在せず、社会的世界は創造と想像の産物であるという確信がある。すなわち、財産権の諸形態、権力分立の諸形態、労働の諸形態など、それらはすべて歴史的・偶有的な人工物に他ならず、自由で豊かな社会の実現といった目的に対して必然的な関係を持つものではない。市場・政府・市民社会の諸制度は、常に実験と修正に開かれていなければならないし、実際に開かれているのである。実際、その著作は、人間の社会的・政治的・経済的諸活動の理念・理想を明らかにし、それら理想を既存の制度の鎖から解き放とうとしてきた。このようにして理念を既存制度から解放することこそが、人間の潜在能力が十全に開花することを可能とし、人間を―彼の表現するところによれば―「より神的な(more god-like)」な存在とするとアンガーは考えるのである。
祖国ブラジルにおいては、政治家としての活動を通して、諸制度の新しい提案と実現を試みてきた。ブラジル民主運動党（PMDB）の設立メンバーの1人であり、マニフェストの執筆者である。また、第２次ルーラ政権により招聘され、戦略的国家政策大臣 (Minister of Strategic Affairs) を務めている。

## 人物
ブラジル・リオデジャネイロ出身。ハーバード・ロー・スクール教授。

### 家族
- オクタヴィオ・マンガベイラ（Octavio Mangabeira）：

母方の祖父。1920年代後半にブラジル外務大臣を務めていたが、独裁政権下で弾圧を受け亡命する。1945年にブラジルに帰国し、中道左派政党を共同設立。1946年には連邦議会議員、1947年にはバイア州知事、1958年には上院議員に当選。
- アルトゥール・アンガー（Artur Unger）：

父親。ドイツのドレスデン出身であるが、幼少期に渡米し、後に米国市民となる。弁護士。
- エディラ・マンガベイラ（Edyla Mangabeira）：

母親。ブラジル出身。詩人でありジャーナリスト、社会運動家。

### 学生時代
アンガーは1947年にブラジルのリオデジャネイロで生まれたが、その幼少期をアメリカで過ごし、私立のアレン・スティーブンソン・スクールに通学。11歳の時に米国市民となり弁護士業を営んでいた父が亡くなり、母であるエディラと共にブラジルに移住。キリスト教系の高校を卒業した後、リオデジャネイロ連邦大学のロー・スクールに進学。卒業後、1969年にハーバード・ロー・スクールに入学、LLM（修士号）を取得する。奨学金を得てハーバード大学に1年在籍した後、博士課程に進学。23歳の時から、ロー・スクールの初年度生に法理学（jurisprudence）などを教え始めた。1976年、29歳のときにSJD（博士号）を取得するとともに、ハーバード大学の終身在職権（tenure）を取得。これは当時の最年少記録であった。

### 研究歴
アンガーは、1975年に『知識と政治（Knowledge and Politics）』、その続編である『近代社会における法（Law In Modern Society）』を1976年に出版する。これらの研究は、ダンカン・ケネディ（Duncan Kennedy）やモートン・ホーウィッツ（Morton Horwitz）らの研究と共に、批判法学の形成に多大な影響を及ぼした。1970年代後半以降、批判法学は、当時標準とされていた法学の在り方を批判すると共に、法学教育にかかる過激な提案を行うなど、全米の法学界で論争を巻き起こした。とりわけ、アンガーやケネディが在籍するハーバード大学では、批判法学系の学者たちと、より古い伝統的な学者たちとの間に大きな軋轢が生じることになった。
1980年代に入ると、アンガーは、ジョン・ロックといった近代の古典的な社会理論家を再評価するようになり、政治的、社会的、経済的なオルタナティブを示す三巻からなる大作『政治（Politics）』（1987）を出版する。この著作は、社会は人工物であるという前提の下、一定の制度秩序が必須のものであるという考えを否定する。これは、当時の現代社会理論と政治理論に対する強烈な批判であり、従来と異なる構造的、イデオロギー的変化の一般理論を形成することを企図したものであった。すなわち、アンガーは、マルクス主義などに代表されるような、ある制度秩序から別の制度秩序への必然的な発展を主張するもの――たとえば封建主義から資本主義へと歴史は進むという考え――を批判するとともに、反-必然主義的、反-自然主義的な社会変革の理論を構築しようとしたのである。この試みは、学界においても賛否両論を以て受け止められた。
現在に至るまでのアンガーの研究は、この1980年代の『政治』において示された枠組み、図式をより洗練化・具体化していく作業として位置づけることができる。たとえば、1996年出版の『法分析はどのようなものになるべきか（What Should Legal Analysis Become?）』は、従来の法学が所有権といった制度を人工物ではなく自然的・必然的なものとしていることを批判し、法学を社会変革の学問として再構成しようとする試みであり、1998年出版の『現実化した民主主義（Democracy Realized）』や2009年出版の『新たな左翼（The Left Alternative）』は具体的なマニフェストを提示するものである。

### 思想上影響を受けた人物
アンガーの学問スタイルは、知の専門分化に抗しながら、実在の全体像に迫ろうする哲学者のそれである。その思想は、「尖鋭化したプラグムマティズム（radicalized pragmatism）」として、あるいは、キリスト教的西洋思想をギリシャ哲学（アリストテレス哲学）の思考範疇から解放しようとする試みとして、理解することができる。
時間論においてはベルグソン哲学との親和性を持ち、また、その著作の多くに暗に示されているよう、ヘーゲル哲学からの影響が色濃い。実際、歴史意識の原理を世界史的規模で包括的に理解しようとするヘーゲルの野心はアンガーを魅了してきた。しかしながら、アンガーの思想は、ヘーゲルのそれとは異なり、精神の決定論的な進化と最終的な安息の場所といった「偽の必然性」に囚われた観念を断固として拒絶するものである。
また、「世界に対する闘争（the struggle with the world）」の思想としてのロマン主義と実存主義の流れに棹さしつつも、このロマン主義と実存主義が有す、闘争のみが実存の本質的生き方であるとする思想ー「構造」と「ルーティン・反復」に対する（最終的には負けることを運命付けられた）闘争のみが、人間を十全な人間とするという思想—については、これを峻拒する。アンガーにとっての最重要課題は、構造に抵抗し続けることにではなく、人間をより「神的な」存在（人間としての能力が開花したより人間らしい存在）とすることができる構造を創造することにあるからである。ショーペンハウアーにも強く惹き付けられてきたが、それは彼が、アンガー自身が信じる思想—生と実在の至上性の全き肯定—とはまさに正反対の思想を語る思想家であるからだという。しばしば類似性が指摘されるのがニーチェであるが、その「超克」の思想は、私たちがどのような存在であるか・どのような存在になりうるかについて誤った方向性と理解を与えるものであるとアンガーは考えるゆえ、最終的には袂を分かつ。
アンガーの理論は、1960年代と70年代、すなわち、大学の教室で教えられている伝統的な社会理論と法理論を、社会的抗争と革命に調和させるべく若い知識人や急進主義者が苦闘している時代において形成されたものである。既存のマルクス主義の限界を乗り越えようとした当時の若い知識人たちは、レヴィ=ストロース、アントニオ・グラムシ、ユルゲン・ハーバーマス、ミシェル・フーコーのような思想家に目を向け、官僚主義的な政策的学問の対象として法と社会を狭く理解するのではなく、支配的な社会秩序を正当化する、より広範な信念体系の中にあるものとして理解しようとしたのであった。しかしながら、コミュニケーション合理性に基づく合意を達成するための理想的な手続きを策定しようとするハーバーマスとは異なり、アンガーは、手続きも含め、永久的に改革と再建に開かれた制度とその取り決めの中に解決策を探し出そうとする。そして、社会が構築されたものであることを強調する点はフーコーと重なるが、アンガーは、社会に抜け出しえない権力を見出すのではなく、人間の創造性を解き放ち、自由を可能にする制度や社会的条件を模索しようとしているという点に、特徴があるといえる。
以上の西洋哲学に加え、社会構造を知的探究の課題にすえたカール・マルクスを中心とする社会理論の古典、および、人間の経験と自己理解についての鋭い洞察に富む１９・２０世紀のヨーロッパ文学作品らもまたアンガーの知の源泉である。

## 研究プロジェクト概説
アンガーの研究プロジェクトは、相互に密接に連関している次の４つの領域から主に構成されている。すなわち、社会理論、代替的政治プログラムの構想、法理論、そして哲学である。第１の社会理論上のプロジェクトは、マルクス主義（より一般的にはアンガーが「深層構造社会理論（deep-structure social theory）」の名で呼ぶ社会理論の傾向）に代替しうる、非決定論的な社会変革理論を構築することである。第２のプロジェクトは、現代社会の諸問題を解決するための新しい制度的仕組によって形づくられる別様の社会体制を構想・提案することである――アンガーが信ずるところ、現代社会が抱える様々な問題は、統治機構・市場経済・市民社会の基底的な諸制度を根本的に革新することなくしては解決することができない。第三は、法理論および法学教育を、政治・経済・市民社会の別様のあり方を構想するための革新的な思考と実践へと変革することである。第四は、政治・道徳哲学はもちろんのこと、自然哲学・科学哲学をも含む、包括的な知の体系としての哲学を復権させることである。

### 社会理論
アンガーの社会理論は、社会は人工物で、創造されたものであり、それゆえに再創造され得るという古典的社会理論の考え方を前提としている。しかしながら、アンガーの見るところ、ヘーゲルやマルクスのような古典的社会理論に属する思想家は、その考えを十分に貫徹することができておらず、必然的な、人間にはコントロールできない制度的あるいは歴史的な社会的発展があるという考えに固執してしまった。アンガーをレビューしたある論文の言葉を借りれば、アンガーは「リベラリズムとマルクス主義の理論の限界を逃れる解放の理論を考え出す」ことを試みているのである。リベラリズムとマルクス主義の限界は、人間には変えようのない歴史的法則や「深層構造（deep-structure）」が存在すると考えるがゆえに、逆説的にも、予見可能で中央集権的に計画可能な社会の理想的構造を追い求めてしまっている点にある。アンガーはこうした理論を総括して「深層構造社会理論」と呼び、それに代わるものとして、アンガーは、社会における制度の柔軟性と多様性を追求する理論を構築しようとしているのである。
アンガーにとって、社会とは、妥協や最善の選択肢に基づく淘汰ではなく、政治的資源や物質的資源を支配するための対立や闘争によって生まれるものである。この闘争の勝者は、社会的諸関係の条件を設定するようになり、それは法として制度化される。こうして出現した秩序のことを、アンガーは「形成的文脈（formative context）」と呼ぶ。特定の形成的文脈の下で、習慣・日常なるものが確立され、そして人々は、自らが依拠する社会的な条件や言説にすぎないものが、完全に理解可能で擁護可能な首尾一貫した全体であるかのように信じ、行動するようになる。彼らは、既存の制度秩序を必然的なものとみなすようになる。アンガーは、これを「偽の必然性」と呼ぶ。現実には、これらの制度的配置は恣意的なもので、緩やかにしか結びついておらず、抵抗や変化にさらされている。アンガーは、このことから、社会的な変化は、ある制度的配置を別の全く異なる制度的配置で置き換える、といったような革命的な激動の中で起こるのではなく、闘争とヴィジョンを通じて断片的に、徐々に発生するという結論に至る。これを看取し、実際に抵抗を試みる能力のことを、アンガーは「否定潜在能力（negative capability）」と呼ぶ。

### オルタナティブとなる提案・改革案
累積的な変化が形成的文脈を変化させうることを理論化した上で、アンガーは「エンパワード・デモクラシー」（あるいはそれをより具体化したものとしての「民主的実験主義（democratic experimentalism）」）という構想を提示する。エンパワード・デモクラシーとは、アンガー自身のヴィジョンであり、個人や集団が交流し、変革を提案し、社会、経済、政治の構造を変えるために自らを効果的にエンパワーメントすることができる、より開かれた、より柔軟な一連の社会制度のことを指す。アンガーは、これを実現するために、ローカルなレベルでの商業的自由およびガバナンスの自由と、中央政府レベルでの政党の能力を組み合わせ、社会・政治制度に決定的な変化をもたらすラディカルな社会実験を促進することを主張する。中央政府のレベルでは、各省・各部に広範な権限を付与し、それぞれが解決策や提案を試行錯誤できるようにする。これによって、政府権力の支配と使用をめぐる派閥間の対立を、社会生活の基本的条件に疑問を投げかけ修正する機会へと変えることを試みる。ローカルなレベルでは、資金を循環的に貸与することを通じて資金と技術の利用可能を押し広げ、起業家精神とイノベーションを奨励する。そして、市民の権利として、経済的および市民的な安定・安全を求める個人の権利、社会資本に対する条件付きおよび一時的な集団の請求権、ならびに脱安定化権――通常の政治では打破することのできなかった、人々を従属的地位に貶めてきた習慣を打破できるように、個人や集団のエンパワーメントを求める権利――を付与する。
アンガーの改革案は、こうした政治制度や法制度にとどまらず、市場経済の構想にまで及んでいる。アンガーにとって、市場経済は富を生産するための装置であるだけでなく、永続的なイノベーションを発見するためのものでもある。市場経済は、人と資源を再結合して自由を最大化することを可能にし、人々が制度的環境を変革することを可能にするものととらえなければならない。アンガーによれば、市場経済は、唯一の形態を取るものではなく、具体的な政治制度や法制度と深く関連して多様な形態を取りうるのであり、人々の創造性・主体性を最大化する形態――「知識経済（knowledge economy）」――を拡大していくことが今日急務なのである。
これはグローバル化についても同じである。グローバル化もまた、必然的な法則などではなく、人々の選択によって多様な形態を取りうる。こうした考えに基づき、アンガーは、世界貿易体制を再構築し、市場経済に新たな選択肢を導入することを目的とした一般的な制度的提案を数多く提示している。たとえばアンガーは、世界市場やグローバルな貿易体制を前提とするとしても、一つの型の財産権制度や労働契約に収斂することは不要であり、様々な財産権制度を同じ市場システム内に共存させ、実験すべきだと主張している。アンガーは、自由貿易の最大化がグローバル化の目的であるとは考えない。アンガーは、世界経済を構築し、切り開いていく必要性と、国や地域ごとの多様化や逸脱、それぞれの実験を調和的にとらえる可能性を探っているのである。グローバルレベルでの資本の自由な移動は、こうした実験や逸脱の可能性を損なう可能性があるため、資本の自由化については一定の留保を付ける一方、アンガーは人々の自由な移動を強調している。こうした人材の移動可能性の強調が、アンガーの議論の特徴だといえるだろう。

### 法理論
アンガーは、その法理論によって、法概念と、それが特定の制度を通じて表出される在り方を脱自然化しようとしてきた。アンガーはまず、なぜ立法機関や裁判所のような区分を設ける法制度を近代社会が持つことになったのか、またなぜ社会問題を論じる手法が法律家のものとされ、特殊な階層性を築き上げるに至ったのかを『知識と政治』（1975）や『近代社会における法』（1976）において研究した。マルクスやウェーバーのような思想家は、その理由を、個人の財産権と自律を確保するための経済的必然性に求めたが、アンガーによれば、こうした近代的な法秩序は、ヨーロッパにおいて、君主制、貴族階級、ブルジョワジー間の偶然的な関係の結果として生まれたのである。近代的な法秩序は、必然的に生じたものではなく、自然法と普遍性というヨーロッパ特殊の伝統から生まれたものなのである。
法および法思想の歴史的分析を実施したこうした初期の研究は、批判法学の形成・発展に大きな影響を与えた。批判法学は、1970年代後半にハーバード・ロー・スクールの若手法学者を中心に形成された学派・運動であり、当時のアメリカにおける法学を根本から批判した。批判法学者たちは、既存の法制度や法教育における隠された利害関係や階級支配を批判・排除し、より人間性に基づいた社会を形成しようとしたのである。アンガーが考えるところ、この運動には三つの潮流が存在する。第一の潮流は、法はどんなことも意味しうるとする急進的な不確定性を主張するものであり、第二の潮流は、資本主義の制度的形態として法的思考を攻撃するネオ・マルクス主義である。これに対し、アンガー自身が属する第三の潮流は、批判・破壊以上に制度の再構築をより重要視し、法学を制度構築の学として再構成するものであるという。アンガー自身は、先に見たとおり、個人の自由とエンパワーメントに基づいて権利を再考する建設的なヴィジョンと、より多くの人々のためにより多くの教育と経済の機会を創出することを目的とし、絶えず実験的に修正される構造秩序（エンパワード・デモクラシー、民主的実験主義）を理想とした。
アンガーの主張は、批判法学内において必ずしも全面的に受け入れられたわけではなかったが、批判法学を論じる上では外すことのできない、最も大きな参照項となったことは確かである。

### 哲学
アンガーの哲学には核となるいくつかの重要な概念がある。ここでは、個人の「無限性（infinity）」、そして「時間の現実性（the reality of time）」について概観する。
個人の無限性という表現によって、アンガーは、我々個人は社会的文脈の中にしか存在しないが、しかし我々はこれらの文脈が規定する役割以上のものであり、私たちは社会的文脈を常に超越し、変化させていくことができるのだ、ということを主張しようとしている。アンガーによれば、個人のあるべき絶対的な役割や、自然な形は存在せず、我々は精神的に無限であり、どのようにも生成変化していく可能性を秘めている。アンガーの言葉を直接引用すれば、我々は「文脈によって限定されていると同時に文脈を超越している」のであり、「有限の中に閉じ込められた無限」なのである。アンガーのこうした人間観は、キリスト教やロマン主義、モダニズム文学などに着想を得つつ、それを乗り越えようとする過程で形成されてきたものである。
アンガーは、現代における自然科学と哲学の分離、そして専門分化を批判し、自然哲学の再興を図る。アンガーの自然哲学において特徴的なのは、（1）多元宇宙論の否定、そして（2）時間の現実性の強調という二点であるが、社会理論などとの関連で注目すべきは後者である。アンガーは、時間の現実性という主張によって、すべては歴史の対象であると述べている。すなわち、自然法則でさえも、すべては時間の経過の中で形成されてきたものであり、永続的なものではない。自然法則もまた時間の中で変化していくのである。そして、変化がどのように起こるのかについての永続的なメタ法則もまた存在しないことを強調する。このことが含意するのは、たとえば、数学もまた永続的な真理ではないということである。（ゲーム理論のごとく、）世界を数学的に理解しようとすることはときに有用であるが、世界それ自体が数学的に構成されているのではないし、メタ法則として何らかの数式が存在するのでもない。数学は、（アンガーが言うところの）時間の現実性を一時的に忘却することによって、我々の認識を明確化する一つの認識枠組みなのだということを忘れてはならない、とアンガーは主張するのである。
こうしたアンガーの主張が、先に見た深層構造社会理論の批判と接続しているのは明らかであろう。必然なものは何もないがゆえに、人々は無限の可能性を秘めているのである。

## 著作
アンガーの著作のほとんどは、以下のHPにおいて公開されている。
http://www.robertounger.com/
下記の著作一覧は単行本化されているもののみを挙げており、論文については記載していない。
- 『知識と政治』（Knowledge & Politics. Free Press, 1975）
- 『近代社会と法』（Law in Modern Society: Toward a Criticism of Social Theory. Free Press, 1976）
- 『情念』（Passion: An Essay on Personality. Free Press, 1984）
- 『批判法学運動』（The Critical Legal Studies Movement. Harvard University Press, 1986）
- 『社会理論』（Social Theory: Its Situation and Its Task. Verso, 1987）
- 『偽の必然性』（False Necessity: Anti-necessitarian Social Theory in the Service of Radical Democracy. Verso, 1987）
- 『可塑性を力に』（Plasticity into Power: Comparative-Historical Studies of the Institutional Conditions of Economic and Military Success. Cambridge University Press, 1987）
- 『法分析はどのようなものになるべきか』（What Should Legal Analysis Become? Verso, 1996）
- 『アメリカ革新主義の未来』(The Future of American Progressivism: An Initiative for Political and Economic Reform. With Cornel West. Beacon Press, 1998)
- 『現実化した民主主義』（Democracy Realized: The Progressive Alternative. Verso, 1998）
- 『自由貿易再考』（Free Trade Reimagined: The World Division of Labor and the Method of Economics. Princeton University Press, 2007）
- 『覚醒した自我』（The Self Awakened: Pragmatism Unbound. Harvard University Press, 2007）
- 『新たな左翼』（The Left Alternative. Verso, 2009）
- 『未来の宗教』（The Religion of the Future. Harvard University Press, 2014）
- 『唯一なものとしての宇宙と時間の現実性』（The Singular Universe and the Reality of Time: An Essay in Natural Philosophy. With Lee Smolin. Cambridge University Press, 2014）
- 『知識経済』（The Knowledge Economy. Verso, 2019)
- 『世界政府なき世界統治』(Governing the World Without World Government. Verso, 2022)

## アンガーを学びたい人のために
本wikiは英語版を基に再構成、改変を加えたものであり、若干読みにくいものになっているかもしれない。また、アンガーの著作数は膨大かつ難解であるため、解釈・評価も多様である。以下、邦語で読むことのできる代表的な文献を挙げておくので、参考にしていただければ幸いである（なお網羅的なものではない）。
- 松浦好治(1987)「R.M.アンガー――自由主義社会理論の根本的批判」長尾龍一編『現代の法哲学者たち』日本評論社批判法学を早くに紹介した著者による簡潔な紹介。
- 石田眞, 山田卓生「自由主義法批判と社会変革:アンガー」『法社会学』第1992巻第44号、日本法社会学会、1992年、18-34頁、doi:10.11387/jsl1951.1992.18、ISSN 0437-6161、NAID 130003570841。アンガーと同じく批判法学者であるカール・クレアの紹介・検討でも知られる著者による紹介。
- 中山竜一(2000)『二十世紀の法思想』岩波書店、第4章アンガー他、批判法学の特徴を最もわかりやすくまとめている著作。
- エミリオス・クリストドゥリディス(2002)『共和主義法理論の陥穽――システム理論左派からの応答』角田猛之＝石前禎幸編訳、晃洋書房著者はルーマン的なシステム理論に依拠する法理論家。アンガー、ハーバーマス、ロナルド・ドゥオーキン、ブルース・アッカーマンらを一つにまとめて批判を試みアクロバティックな著作。
- 三本卓也「法の支配と不確定性(1)ロベルト・アンガー「構造」概念の変容とその示唆」『立命館法學』2002年第5号、立命館大学法学会、2002年、581-636頁、ISSN 04831330、NAID 40005770741。
- 三本卓也「法の支配と不確定性(2)ロベルト・アンガー「構造」概念の変容とその示唆」『立命館法學』2003年第2号、立命館大学法学会、2003年、541-603頁、ISSN 04831330、NAID 40005980789。アンガーを包括的に検討し、分かりやすく紹介した上で、ドゥオーキンとの有益な対比もおこなっており、非常に示唆に富むが、未完。
- 船越資晶(2011)『批判法学の構図――ダンカン・ケネディのアイロニカル・リベラル・リーガリズム』勁草書房アンガーと同じく批判法学の代表格である、ダンカン・ケネディに師事していた著者による単行本。批判法学内でのアンガーに対する批判がどのようなものか理解できる（ただし、船越資晶(2013)「初期アンガーの再活用――『法の支配』の歴史社会学」『法学論叢』172巻4・5・6号）。
- 大屋雄裕(2014)「批判理論」瀧川裕英他編『法哲学』有斐閣著者は実務的能力も高い法哲学者で、言語哲学などにも詳しい。アンガーに対して最も辛辣な評価を下している邦語文献の一つ。
- 吾妻聡「Roberto Ungerの批判法学批判 : 『批判法学運動』における形式主義批判・客観主義批判についての覚書」『岡山大学法学会雑誌』第65巻第2号、岡山大学法学会、2015年12月、211-284頁、ISSN 0386-3050、NAID 120005688917。アンガーの下に留学していた著者によるアンガー論で、最も包括的なもの。アンガーから直接薫陶を受けていることから、信頼性は非常に高い。他にもアンガーに関する著作多数（https://researchmap.jp/s_agatsuma/）。
- 見崎史拓「批判法学の不確定テーゼとその可能性(1)法解釈とラディカルな社会変革はいかに結合するか」『名古屋大学法政論集』第276号、名古屋大学大学院法学研究科、2018年3月、199-224頁、doi:10.18999/nujlp.276.6、ISSN 0439-5905、NAID 120006454452。
- 見崎史拓「批判法学の不確定テーゼとその可能性(2)法解釈とラディカルな社会変革はいかに結合するか」『名古屋大学法政論集』第278号、名古屋大学大学院法学研究科、2018年6月、153-179頁、doi:10.18999/nujlp.278.5、ISSN 0439-5905、NAID 120006488362。
- 見崎史拓「批判法学の不確定テーゼとその可能性（3・完） : 法解釈とラディカルな社会変革はいかに結合するか」『名古屋大学法政論集』第279号、名古屋大学大学院法学研究科、2018年9月、193-227頁、doi:10.18999/nujlp.279.7、ISSN 0439-5905、NAID 120006523690。

不確定テーゼの有用性を再検討した論文。後半部でアンガーの議論について詳しく論じている。
- 有賀誠『臨界点の政治学』晃洋書房、2018年。ISBN 9784771029934。 NCID BB25925477。全国書誌番号:23030241。

著者は政治学者であり、アンガーについて論じた多くの論文を所収。リベラル・コミュニタリアン論争への位置づけなど、様々な応用可能性を示している。